# Burgstall Mantelkirchen
Der Burgstall Mantelkirchen liegt nahe von Mantelkirchen, heute einem Gemeindeteil der niederbayerischen Gemeinde Kirchdorf im Landkreis Kelheim. Der Burgstall der Höhenburg liegt 550 m südwestlich der Ortskirche St. Petrus. Die Anlage wird als „Burgstall des Mittelalters“ unter der Aktennummer D-2-7237-0235 im Bayernatlas aufgeführt.

## Beschreibung
Südlich der Straße von Untermantelkirchen nach Obermantelkirchen liegt auf einem 30 m über dem Talgrund liegenden Geländesporn eines Höhenrückens dieser Burgstall. Er wird 35 m hinter der Spitze an der Ostseite von einem in Süd-Nord-Richtung verlaufenden 30 m langen und bis zu 4 m tiefen Graben von maximal 17 m Breite vom Hintergelände abgeteilt. Der Burgplatz hat die Form eines Trapezes von 45 m Seitenlänge im Norden und Süden, 35 m im Westen und 27 m im Osten. Eine Bodenmulde verweist darauf, dass früher ein Graben den Sporn abgeschnitten hat. Die Entstehungszeit der Burg wird auf das 12. Jahrhundert datiert, sie könnte aber auch aus dem 13. Jahrhundert stammen.

## Geschichte
Es wird hier das Ortsadelsgeschlecht der Mantelkirchner erwähnt. Der erste dieses Geschlechts ist ein „Udalscalch de Mantilchirin“, der 1040 bei einer Schenkung an das Kloster Weltenburg erwähnt wird. Dieser kommt nochmals mit einem Wecil von Mantelkirchen in der zweiten Hälfte des 11. Jahrhunderts sowie 1097/98 vor. 1138 gibt Adalbert von Mantelkirchen ein Gut an das Kloster Rohr. Zwischen 1140 und 1168 treten die Gebrüder Gebino und Karl von Mantelkirchen bei verschiedenen Traditionen an die Klöster Rohr, Biburg, Weihenstephan auf, mit ihnen wird auch ein Gottfried von Mantelkirchen erwähnt. Vor 1163 tradiert ein Karl von Mantelkrichen sein Gut in diesem Ort an das Kloster Biburg. Dieser Karl wurde von Abt Eberhard von Biburg, als dieser 1147 Erzbischof von Salzburg wurde, von ihm als Vertrauter nach Salzburg mitgenommen und ist hier zwischen 1152 und 1163 als „nobilis“ oder „liber“ bekundet. Zwischen 1170 und 1190 bezeugt ein Friedrich von Mantelkirchen verschiedene Rohrer Traditionen, und am 11. April 1186 wird Ludwig von Mantelkirchen zum Propst des Klosters Rohr gewählt. Ein Konrad von Mantelkirchen bezeugt erstmals 1220 eine Urkunde und tritt zwischen 1236 und 1240 als Ritter von Graf Meinrad III. von Rottenegg auf. Weitere Mantelkirchner werden in der Folge als Dienstmänner des Klosters Rohr bzw. des Ebran von Lauterbach genannt. Das vermutlich früher edelfreie Geschlecht ist also in die Ministerialität abgesunken.
Eventuell hat die Burg eine Straßensicherungsfunktion wahrgenommen. Da Mantelkirchen im 13. Jahrhundert unter den Einfluss der Grafen von Rottenegg gekommen ist, die auch die Vogtei über das Kloster Rohr innehatten, könnte die Burg auch als Stützpunkt für den Herrschaftsausbau gedient haben. Da dieses Geschlecht Ende des 13. Jahrhunderts ausgestorben ist, ist die Funktion dieser Burg verloren gegangen und wurde aufgegeben.